# Yessongs
A Yessongs a Yes első koncertalbuma. Eredetileg háromlemezes kiadás volt, ma már dupla CD. Legfőképpen a Close to the Edge 1972-es turnéját dokumentálja, de a Perpetual Change és a Long Distance Runaround/The Fish (Schindleria Præmaturus) számok a Fragile 1971-es turnéjáról származnak.

## Számok listája

### CD-n

#### Első lemez
1. Opening (részlet Igor Stravinsky Tűzmadár szvitjéből) – 3:47
2. Siberian Khatru – 9:03
3. Heart of the Sunrise – 11:33
4. Perpetual Change – 14:11
5. And You and I – 9:55
  1. Cord of Life
  2. Eclipse
  3. The Preacher the Teacher
  4. Apocalypse
6. Mood for a Day – 2:53
7. Részletek Rick Wakeman The Six Wives of Henry VIII című albumáról – 6:37
8. Roundabout – 8:33

#### Második lemez
1. I've Seen All Good People – 7:09
  1. Your Move
  2. All Good People
2. Long Distance Runaround/The Fish (Schindleria Præmaturus) – 13:37
  1. Long Distance Runaround
  2. The Fish (Schindleria Præmaturus)
3. Close to the Edge – 18:41
  1. The Solid Time of Change
  2. Total Mass Retain
  3. I Get Up I Get Down
  4. Seasons of Man
4. Yours Is No Disgrace – 14:23
5. Starship Trooper – 10:08
  1. Life Seeker
  2. Disillusion
  3. Würm

### Az eredeti hanglemezen

#### Első oldal
1. Opening
2. Siberian Khatru
3. Heart of the Sunrise

#### Második oldal
1. Perpetual Change
2. And You and I

#### Harmadik oldal
1. Mood for a Day
2. Részletek a The Six Wives of Henry VIII című albumról
3. Roundabout

#### Negyedik oldal
1. I've Seen All Good People
2. Long Distance Runaround/The Fish (Schindleria Præmaturus)

#### Ötödik oldal
1. Close to the Edge

#### Hatodik oldal
1. Yours Is No Disgrace
2. Starship Trooper

## Zenészek listája
- Jon Anderson – ének
- Chris Squire – basszusgitár
- Steve Howe – gitár
- Bill Bruford – dob (az első CD negyedik és a második CD második számán)
- Alan White – dob (az összes többi számban)
- Rick Wakeman – billentyűs hangszerek